# Sierra de Cábrega
Sierra de Cábrega, se sitúa entre las estribaciones de la Sierra de Codés y el lugar de Mues; sirve de separación entre la Berrueza, al norte, y el valle de Aguilar , al sur.

## Descripción
La sierra se extiende por una longitud de unos 5 km, comienza al oeste en las estribaciones de la Sierra de Codés, en el portillo de las Canteras (724 m²), a la altura de Mirafuentes, y continúa en dirección este-sudeste, con las principales alturas en Alto de las Canteras (791 m), San Gervás (790 m), Cábrega (757 m), y Peñañarga (698 m), concluyendo junto a Mues. Hacia el oeste continúa una línea de sierra, que no recibe ningún nombre propio, y que alcanza hasta Monjardín. Entre la sierra de Cábrega y esa línea serrana atraviesa la carretera NA-129, que siguiendo la dirección noroeste-sudeste, enlaza Los Arcos, con Lodosa. Desde Ubago hay un camino señalizado hasta la sierra SL-NA.187.
En la línea de sierra que se prolonga hasta Monjardín, destacan las alturas de Murillo (639 m), Piñalba (698 m) -donde se emplaza la basílica de San Gregorio Ostiense, en el término de Sorlada-. Virgen de la Guarda (729 m), La Sierra (706 m) -a la altura de la aldea de Learza-, el pico de Learza (719 m), San Cristóbal ( 705 m) -a la altura de Etayo-, La Salera (697 m.), La Barranca (886 m), Caracierzo (699 m); a partir de esta zona la línea de sierra tuerce en dircción nordeste-este, donde se encuentran las alturas de Otxandibar (715 m), Araneta (688 m), Kapanamendia (666 m), alcanzado el pico de Monjardín (894 m).